# جيوفري مارشال
جيوفري مارشال (بالإنجليزية: Geoffrey Marshall)‏ هو كاهن رعية وكنسي بريطاني، ولد في 5 يناير 1948.